# 堪布羅卓丹傑
堪布羅卓丹傑（1978年—），藏傳佛教僧侣，教授師，法名羅卓丹傑（藏語：བློ་གྲོས་བསྟན་རྒྱས་），堪布為其學位，俗名陳宇全。父親為中華民國前監察院長陳履安；兄長陳宇廷為作家、慈善家；其姊陳宇慧為著名武俠小說家。

## 生平
1978年出生在香港。在台灣求學。
1994年前往西藏拉薩，跟隨拉薩大學教授與社會科學院老師研習西藏文化與語文。
1995年進入台灣高雄佛光山的叢林學院，研習漢傳佛教。
1997年前往尼泊爾，進入尼泊爾的創古札西卻林高級佛學院，研習藏傳佛教。
1997年追隨第17世大寶法王的總經教師—第9世堪千創古仁波切出家。
1999年隨侍創古仁波切至歐美及亞洲各國，擔任中文口譯。
2003年榮獲創古仁波切授與「堪布」（佛學專業）的學位。隨侍口譯。
2005年協助尼泊爾噶瑪列些林佛學院在台成立分院。協助創古仁波切於香港成立「創古文化有限公司」。
2005年參與噶舉大祈願法會組織至今。
2016年6月，取得台灣大學商學研究所商學碩士學位。
現職噶舉大祈願法會組織執事，財團法人化育文教基金會資訊長，眾生文化出版社翻譯長，法源文化有限公司總監，中華創古文化協會理事長。
譯作有：《四加行，請享用》、《愛的六字真言》、《第一護法：瑪哈嘎拉》、《練習坐，找到心》、《密勒日巴的老師說》、《不動佛》、《慢慢走，快快道》、《藥師佛儀軌：琉璃水流》、《打開月光童子的佛法寶盒》、《修心》、《在家修行》、《岡波巴四法》等書。

## 職務
- 美加、亞洲等地的佛法教學、藏漢語文口譯及筆譯
- 財團法人化育文教基金會 法務長
- 眾生文化出版有限公司 翻譯長
- 噶舉大祈願法會組織 執事
- 財團法人陳誠文教基金會 董事
- 香港「創古文化有限公司」董事
- 中華創古文化協會 理事長
- 法源文化有限公司 總監

## 外部連結
- 化育基金會 （页面存档备份，存于）
- 非理論講堂 （页面存档备份，存于）